# Herzogenaurach
Herzogenaurach er en by i Landkreis Erlangen-Höchstadt i Regierungsbezirk Mittelfranken i den tyske delstat Bayern. Den ligger ved floden Aurach. Herzogenaurauch er hjemsted for to af verdens største virksomheder inden for sportartikler: Adidas og Puma.

## Geografi
Herzogenaurach ligger vest for Erlangen og Nürnberg i Metropolregion Nürnberg.
Nabokommuner er (med uret fra nord):
Weisendorf, Großenseebach, Heßdorf, Erlangen, Obermichelbach, Tuchenbach, Puschendorf, Emskirchen, Aurachtal.

### Inddeling
Herzogenaurach er inddelt i 12 bydele og landsbyer:
| - Beutelsdorf - Burgstall - Dondörflein - Hauptendorf | - Haundorf - Hammerbach - Herzo Base - Höfen | - Niederndorf - Steinbach - Welkenbach - Zweifelsheim |